# Itanium
Итаниум (енгл. Itanium) је фамилија 64-битних Интел процесора који су прављени са Интел Итанијум архитектуром (раније зване ИА-64). Интел рекламира ове процесоре сервере у предузећима и системе за рачунање са високим перформасама. Архитектура Итаниум је настала у компанији ХП (Хјулет-Пакард, енгл. Hewlett-Packard), и касније је развијана од стране Интел-а и ХП-а заједно.
ХП, и још неколико произвођача су производили системе на бази Итаниум-а. Од 2008. године, Итаниум је био четврти најзаступљенија процесорска архитекрура у класи сервера за предузећа, после x86-64, Power Architecture и SPARC архитекруре. Најновији процесор, Пулсон (енгл. Poulson) је у оптицају од 8. новенбра, 2012.

## Пријем на тржиште

### Тржиште врхунских сервера
Када је почео да се продаје 2001. године, перфорансе Итаниум-а наспрам перформанси утвђених РИСЦ и ЦИСЦ процесора су биле разочаравајуће. Емулација за рад постојећих x86 програма је била бедна, где је један репер 2001. године известио да је овај процесор у најбољем случају еквивалент Пентиум-а од 100 MHz, а Пентиум процесори од 1,1 GHz су били на тржишту у то време. Итаниум није успео да се супротстави ИА-32 или РИСЦ архитектурама, а онда је претрпео још један шок када су x86-64 процесори успешно лансирани на тржиште, и који су боље радили са старијим x86 програмима. Новинар Џон Ц. Дворак, који је коментарисао историју Итаниум-а 2009. године, рекао је “ово је и даље један од највећих промашаја у последњих 50 година” у чланку под називом “Како је Итаниум убио рачунарску индустрију“. Технолошки коментатор Ешли Венс је написала да су кашњења и слабе перформансе “претвориле овај производ у шалу у индустрији чипова“. У једом интервјуу, Доналд Кнат је рекао “приступ Итаниумом требало је да буде сјајан, док се испоставило да је у основи било немогуће писати компајлере за њега“.
Ред Хет и Мајкрософт су најавили планове за одустајање од подршке за Итаниум због мањка интересовања на тржишту. Неке друге Линукс дистрибуције као што је Дебиан остају на доступне за Итаниум. 22. марта 2011. Оракл је најавио прекид развоја за Итаниум, иако ће се њихова подршка за све постојеће производе наставити. 20. октобра 2013. Оракл је званично писао о својим плановима да пусти Оракл базу података 12.1.0.1.0 на HP-UX Итаниум 11.31 до почетка 2014. године.
Бивши званичник Интел-а је известио да је Итаниум постао профитабилан тек 2009. До 2009. године, чип је готово у потпуности био на ХП серверима, који су имали удео у тржишту Итаниум-а од 95%, чинећи HP-UX главни оперативни систем за Итаниум. Дана 22. марта 2011. године Интел је потврдио своју посвећеност Итаниум-у са више генерација чипова у плану и развоју.

### Остала тржишта
Иако је Итаниум успео постичи ограничен успех на тржишту рачунара високих перформанси, Интел се надао да ће наићи на шире прихватање Итаниума као замену оригиналне x86 архитектуре.
АМД је одабрао другачији правац, дизајнирајући мање радикалан x86-64, који је заправо проширење x86 архитектуре. Мајкрософт је подржао овај корак, што је натерало Интел да уведе исте рестрикције у својим процесорима базираним на x86 архитектури. Овакав дизајн може покренути постојеће 32-битне апликације на брзини процесора, а нуди и подршку за 64-битно меморијски адресирање и друга побољшања у новим апликацијама. Ова архитектура је сада доминантна 64-битна архитектура на тржишту. Иако су неке радне станице првобитно уведене од компанија попут СГИ, оне нису више доступне.

## Историја

### Развој 1989 – 2000
Године 1989, ХП је утврдио да се РИСЦ архитектуре приближавају граници. Њихови истраживачи су истражили нову архитектуру ЕПИЦ (енгл. explicitly parallel instruction computing), која омогућава да процесор изврши више инструкција у сваком циклусу. ЕПИЦ спроводи један облик ВЛИВ (енгл. very long instruction word) у којој једна инструкцијска реч садржи више инструкција. Са ЕПИЦ, компајлер унапред одређује које инструкције могу да се извршавају истовремено, тако да процесор једноставно извршава инструкције и не разматра механизме за одређивање које инструкције може извршити паралелно. Циљ овог приступа је дворструки: да омогући дубљи увид у код у време компајлирања да би пронашао додатне могућности за паралелно извршавање, и да упрости дизан процесора и смањи потрошњу енергије елиминишући потребу за колима за распоред при извршавању (енгл. runtime scheduling circuitry).
Људи из ХП-а су верују да више није исплативо да појединачне компаније саме развијају процесоре, па су се удружили са Интел-ом 1994. да развију архитектуру ИА-64, која је изведена из ЕПИЦ. Интел је био спреман да предузме велики напор на ИА-64 у очекивању да ће резултујући процесор бити кориштен од стране већине произвођача рачунарских система за предузећа. ХП и Интел су покренули велики заједнички напор за циљем развитка првог заједничког производа, Мерцед 1998. године.
Током развоја, Интел, ХП и индустријски аналитичари су предвиђали да ће ИА-64 да доминира у серверима, радним станицама, и врхунским стоним рачунарима, и на крају замени РИСЦ и ЦИСЦ архитектуре за општу намену. Компак (енгл. Compaq) и Силикон Графикс (енгл. Silicon Graphics) су одлучили да напусте будући развој Алфа и МИПС архитектура у корист миграције на ИА-64.
Неколико група је радило на развоју опративних система за ову архитектуру, укључујући Мајкрософт Виндоус, Линукс, и Јуникс варијанте као што су HP-UX, Соларис, Тру64 Јуникс and Monterey/64 и Монтереј/64 (последња тројка је отказана пре него што је стигла на тржиште.) До 1997, било је јасно да ће бити тешко срповести ИА-64 архитектуру него што је првобитно замишљено, а испорука Мерцед чипова је почела да опада. Између осталог, у техничке проблеме је ушао и тај да је био потребан велики број транзистора потребних за подршку широке инструкцијске речи и велике кеш меморије. Било је и структурних проблема у оквиру пројекта, пошто су оба дела заједничког тима користили другачије методе и имали другачије приоритете. Пошто је Мерцед био први ЕПИЦ процесор, развој је наишао на више неочекиваних проблема него што је тим навикао. Додатно, ЕПИЦ концепт је зависио од могућности компајлера који никад раније није коришћен, па је захтевао више истраживања.
Интел је најавио званични назив процесора Итанијум 4. октобра 1999. Неколико сати касније, сковано је име "Итаник", алудирајући на Титаник, "непотопив" брод који је потонуо 1912. Име "Итаник" је од тад често коришћен као подсетник на то да је мултимилијардерско инвестирање у њега доживело брзу пропаст.

### Итаниум (Мерцед): 2001
До тренутка када је Итаниум објављен јуна 2001, његове перформансе нису биле боље од конкурентних РИСЦ и ЦИСЦ процесора. Итаниум се такмичио у слабој класи (системи са 4 и мање процесора) са серверима базираним на x86 процесорима, и у врхунској класи са IBM-овом POWER архитектуром и SPARC архитектуром компаније Сан Мајкросистемс. Интел фокусира Итаниум на врхунско пословно и ХПЦ рачунање, покушавајући да понови успешно хоризонтално тржиште x86-ице (једна архитектура, више продаваца система). Успех првобитних верзија процесора је био ограничен на премештање ПА-РИСЦ процесора у ХП системима, Алфа у Компак системима, и МИПС у СГИ системима, мада је IBM такође испоручивао суперрачунар са овим процесором. POWER и SPARC су остали јаки, док је 32-битна x86 архитектура наставила раст на тржишту за предузећа, градећи на економији скале храњено огромном инсталираном базом.
Само неколико хиљада система који користе оригинални Мерцед Итаниум процесор је продато, због релативно лоших перформанси, високе цене, и ограничене расположивости софтвера. Препознајући да мањак софтвера може бити озбиљан проблем у будућности, Интел је дозволио приступ раним системима хиљадама произвођача софтвера ради стимулисања развоја. ХП и Интел су следеће године избацили Итанијум 2, процесор друге генерације на тржиште.

### Итаниум 2: 2002 – 2010
Процесор Итаниум 2 је објављен 2002, и рекламиран је за сервере предузећа уместо за целу врхунску класу рачунара. ХП и Интел су заједно развили први Итаниум 2 са кодним називом Макинли. Ослободио је платформу многих оригиналних проблема, чији разлог је углавном био неефикасни меморијски подсистем. Макинли је садржао 221 милион транзистора, од чега су 25 милиона били логички. Био је димензија 19,5 мм са 21,6 мм са површином од 421 mm² и прављен је у 18-нанометарском балк CMOS процесу са шест слојева алуминијумског металичења.
Године 2003, АМД је објавио Оптерон, који је имплементирао сопствену 64-битну архитектуру (x86-64). Оптерон је стекао брзо прихватање на тржишту сервера за предузећа зато што је обезбедио лаку надоградњу од x86. Интел је одговорио увођењем x86-64 у својим Ксеон (енгл. Xeon) процесорима 2004. године.
Интел је објавио новог члана Итаниум 2 породице, кодног имена Медисон (енгл. Madison). Медисон је користио 130-нанометарски процес и био је основа свих нових Итаниум процесора до избацивања Монтесито (енгл. Montecito) Јуна 2006.
У марту 2005, Интел је најавио да ради на новом процесору Итаниум, под кодним именом Туквила (енгл. Tukwila) и да ће се наћи на тржишту 2007. Туквила ће имати 4 језгра и да ће заменити Итаниум бус са новим Common System Interface-ом, које ће такође користити нови Ксеон процесор. Касније те године, датум издавања Туквиле је промењен на крај 2008.
Новембра 2005, главни произвођачи Итаниум сервера су се удружили са Интелом и бројним произвођачима софтвера са циљем да се формира Удружење Решења за Итаниум (енгл. Itanium Solutions Alliance) за промовисање архитектуре и убрзање развоја софтвера. Алијанса је саопштила да ће њени чланови уложити 10 милијарди долара у решења на Итаниум-у до краја деценије.
2006, Интел испоручује Монтесито (рекламиран као Итаниум 2 серије 9000), двојезграни процесор који је удвостручио перформансе и смањио потрошњу за око 20%.
Интел је објавио серију Итаниум 2 9100, кодног имена Монтвале, новембра 2007. У мају 2009 распоред за Туквилу је поново ревидиран и планиран за прву четвртину 2010.

### Итаниум 9300 (Туквила): 2010
Процесор серије Итаниум 9300 са кодним именом Туквила, је пуштен у продају 8. фебруара 2010. са бољим перформансама и меморијским капацитетом.
Уређај користи 65-нанометарски процес, има два до четири језгра, има до 24 мегабајта кеша на чипу, вишенитно обрађивање (енгл. Hyper-Threading) и имао је интегрисане меморијске контролоре. Има максималну брзину од 96 гигабајта по секунди за међупроцесорске комуникације и највећу ширину меморије од 34 гигабајта по секунди. Процесор има интегрисане меморијске контролере и има директан интерфејс са меморијом користећи КПИ интерфејсе да се директно повеже на друге процесоре и У/И чворишта.
Квикпет (енгл. QuickPath) се користи на Интеловим процесорима користећи Нехалем микроархитектуру, чинећи могућим да Туквила и Нехалем користе исти чипсет. Туквила има 4 меморијска контролера, од којих сваки подржава више ДДР3 ДИММ-ове преко одвојеног меморијског контролер, као и процесор Ксеон са основом Нехалем кодног назива Бектон (енгл. Beckton).

### Итаниум 9500 (Пулсон): 2012
Процесор серије Итаниум 9500, кодног назива Пулсон (енгл. Poulson), је наследник Туквиле и избачен је 8. новенбра 2012. Према Интелу, прескаче 45-нанометарски процес, и корсити 32-нанометарски процес, има 8 језгара, побољшања у вишенитној обради, и нове инструкције да искористи паралелизам, посебно током виртуелисања. Пулсонов кеш трећег нивоа је 32 мегабајта. Кеш трећег нивоа је 6 мегабајта, 512 И килобајта, 256 Д килобајта по језгру. Die size is 544 mm², less than its predecessor Tukwila (698.75 mm²). Површина чипа је 544 mm², мање од Туквиле (698,75).
На ИССЦЦ 2011, Интел је представио рад под називом "Итаниум процесор за предузећа где је сервер од критичне важности са 32-нанометарском архитектуром и 3,1 милијарде транзистора" (енгл. "A 32nm 3.1 Billion Transistor 12-Wide-Issue Itanium Processor for Mission Critical Servers"). Имајући у виду историју Интелових откривања детаља о Итаниум процесорима на ИССЦЦ, овај рад се највероватније односи на Пулсон. Аналитичар Дејвид Кантер спекулише да ће Пулсон користити нову микроархитектуру, са напреднијим обликом вишенитне обраде, која користи чак две нити, за поправљање перформанси једнонитних и вишенитних захтева. Неке нове информације су пуштене на Хотчипс конференцији. Нове информације говоре о поправкама у вишенитној обради, ресиленци (Instruction Replay RAS) и неколико нових инструкција (приоритет нити, инструкција целог броја, предспремање кеша, наговештаји о приступу подацима).
У Интеловом обавештењу о променама у производима (ПЦН) 111456-01, наводе се 4 модела процесора серије Итаниум 9500 који су касније избрисани у ревидираном документу. Делови су касније наведени у Интеловој табели о декларацији материјала. Интел је касније поставио приручник за Итаниум 9500.
Модели су:

| Број процесора | Фреквенција |
| -------------- | ----------- |
| 9520           | 1.73 GHz    |
| 9540           | 2.13 GHz    |
| 9550           | 2.4 GHz     |
| 9560           | 2.53 GHz    |

## Удео у тржишту
У поређењу са фамилијом Ксеон, Итаниум никад није био производ масовне производње за Интел. Интел не избацује бројеве везано за производњу. Један индустријски аналитичар је оценио да је обим производње око 200.000 јединица годишње 2007. године.
Према компанији Гартнер, укупан број Итаниум сервера (не процесора) продат 2007. је 55.000. Није јасно да ли су груписани сервери рачунати као један или не. Тај број се пореди са 417.000 РИСЦ сервера и 8,4 милиона x86 сервера. Од 2001. до 2007, ИДЦ наводи да је укупно 184.000 система са основом Итаниум продато. За комбиновано тржиште POWER/SPARC/Итаниум, ИДЦ наводи да је POWER заузео 42% прихода, SPARC 32%, а Итаниум 26% у другој четвртини 2008. Према ИДЦ аналитичару, 2007. ХП је чинио око 80% прихода од укупног трговања Итаниумом. 2009. је имао 95% прихода. ХП-ова годишња продаја је била у вредности од 4,4 милијарде долара и спала на 3,5 милијарди до краја 2009, заједно са падом од 11% за фирму Сан Мајкросистемс, и 11% за IBM, док је приход од x86-64 порастао за 14% током овог периода.
Децембра 2012, ИДЦ је објавио извештај у којем се наводи истраживање да ће потражња за Итаниум серверима остати иста кроз 2016, са годишњом испоруком од 26.000 система (пад од преко 50% у поређењу са 2008)

## Подршка за хардвер

### Системи
| Компанија       | Компанија | Компанија | Последњи производ  | Последњи производ |
| име             | од        | до        | име                | број ЦПЈ          |
| --------------- | --------- | --------- | ------------------ | ----------------- |
| Компак          | 2001      | 2001      | ProLiant 590       | 1–4               |
| IBM             | 2001      | 2005      | x455               | 1–16              |
| Дел             | 2001      | 2005      | PowerEdge 7250     | 1–4               |
| Хитачи          | 2001      | 2008      | BladeSymphony 1000 | 1–8               |
| Јунисис         | 2002      | 2009      | ES7000/one         | 1–32              |
| Силикон графикс | 2001      | 2011      | Altix 4000         | 1–2048            |
| Фуџицу          | 2005      | 2011      | PRIMEQUEST         | 1–32              |
| ХП              | 2001      | сада      | Integrity          | 1–256             |
| Груп Бул        | 2002      | сада      | NovaScale 9410     | 1–32              |
| НЕЦ             | 2002      | сада      | nx7700i            | 1–256             |
| Инспур          | 2010      | сада      | TS10000            | 2-1024            |
| Хуавеи          | 2012      | сада      | ????               | ????              |

Од 2012. само неколико произвођача има у понуди системе са Итаниумом укључујући ХП, Бул, НЕЦ, Инспур и Хаувеи. Поред тога, Интел нуди кућиште које се може искористити за прављење Итаниум система. ХП, једини међу 4 највећа произвођача сервера који и данас нуди Итаниум, прави бар 80% Итаниум сервера. ХП је продао 7200 система у првој четвртини 2006. Већина продатих система су сервери за предузећа и машине за техничко рачунарство на високом нивоу, са просечном ценом од 200.000 долара. Просечан систем користи 8 или више Итаниум процесора.

### Чипсети
Итаниум бус интерфејсира са остатком система преко чипсета. Произвођачи разликују своје производе тако што развијају и производе чипсете који интерфејсирају са меморијом, међуконекцијама, и периферном меморијом. Чипсет је срце архитектуре за сваки системски дизајн. Развој чипсета кошта десетине милиона долара и представља велику посвећеност коришћењу Итаниума. IBM је направио чипсет 2003, а интел 2002, али ниједан од њих није направи чипсет да подржи нове технологије као што су ДДР2 или ПЦИ Експрес. Тренутно, модерни чипсети за Итаниум подржавају такве технологије и производе их ХП, Фуџицу, СГИ, НЕЦ и Хитачи.
Таквила Итаниум процесорски модел је дизајниран да дели чипсет са Ксеон процесором. Циљ је био да се труд усмери на развој система и да се смање трошкови за произвођаче сервера, од којих многи производе и Итаниумске и Ксеон сервере. Међутим, у 2013. тај циљ је био померен за евентуалне будуће имплементације.

### Софтверска подршка
Итаниум подржава следеће оперативне системе:
- HP-UX 11i
- OpenVMS I64
- NonStop OS, a Intel 64(x86-64) port is being developed.
- GNU/Linux distributions (Debian, Gentoo and SUSE's SLES)
- FreeBSD[68][56]
- Bull GCOS 8

Итаниум је подржавао следеће оперативне системе:
- Windows NT family
- Windows XP 64-Bit Edition
- Windows Server 2003
- Windows Server 2008
- Windows Server 2008 R2
- Red Hat Enterprise Linux
- NEC ACOS-4[57]

Мајкрософт је објавио да ће Виндоус Сервер 2008 Р2 бити последња верзија Виндоус сервера са подршком за Итаниум, и да ће прекинути развој Итаниум верзије Вижуал Студија и SQL сервера. Исто таком Редхет Линукс 5 је био последњи ОС са подршком за Итаниум. ХП неће подржавати или сертификовати Линукс на Итаниумовом Туквила серверу.
Крајем Септембра 2012, НЕЦ је најавио повратак из ИА64 на претходне НОАХ линије власничких мејнфрејм процесора, који се сада производе у варијанти са 4 језгра на 40-нанометарској технологији, са називом НОАХ-6.
Корпорација Оракл је објавила да ће престати са развојем апликативног софтвера за Итаниумске платформе, са објашњењем да је "руководство Интела је јасно указало да је њихов стратегијски фокус на њиховим x86 процесорима, и да се Итаниум ближи крају свог века. Међутим, Калифорнијски суд је пресудио да ће Оракл морати да настави да подржава и развија нове верзије свог софтвера, дизајниран за Интел Итаниум сервере произвођача ХП. Оракл има обавезу да ради то све док ХП има Итаниумске сервере у понуди. Ораклу је наређено да портује своје производе на ХП-ове сервере са Итаниумском основом без накнаде ХП-у.
ХП продаје технологију за виртуеличење за Итаниум са називом Integrity Virtual Machines.
Да би дозволили да више софтвера ради на Итаниуму, Интел је подржавао развој компајлера оптимизованих за ову платформу, поготово свој низ компајлера. Почев од новембра 2010, са увођењем нових производа, Итаниум компајлери више нису били у пакету са Интел x86 компајлерима у једном производу. Интел нуди Итаниум алате и Интел x86 алате, укључујући компајлере, независно у разлилитим пакетима производа. ГЦЦ, Оупен64 и Мајкрософт Вижуал Студио 2005 (и касније верзије) су такође у стању да произведу машински код за Итаниум. Према ИСА, преко 13.000 апликација су биле доступне за Итаниум системе у 2008, иако је Сан оспорила ове бројке у прошлости. ИСА је такође подржавала Џелато, који је био Итаниумска ХПЦ корисничка група и програмерска заједница који су портовали и подржавали отворени софтвер за Итаниум.

### Емулација
Емулација је техника која омогућава рачунару да изврши бинарни код који је компајлиран за различите врсте рачунара. Пре IBM-овог стицања Квиктранзит-а 2009, бинарни софтвер за IRIX/MIPS и Solaris/SPARC је могао да ради помоћу емулирања названог "dynamic binary translation" на Линуксу/Итаниуму. Слично томе, ХП спроводи поступак за извршење ПА-РИСЦ/ХП-УКС на Итаниум/ХП-УКС преко емулације, да поједностави миграција својих купаца ПА-РИСЦ на радикално другачији Итаниумски скуп инструкција. Итаниум процесори такође могу покренути мејнфрејм окружење ГЦОС из Груп Бул и неколико x86 оперативних система преко симулатора скупа инструкција.

## Конкуренција
Итаниум је усмерен на тржиште сервера за предузећа и рачунарство високих перформанси (ХПЦ). Остали процесори на овом тржишту су Ораклов SPARC T5 и M5, Фуџицуов SPARC64 X и IBM-ов POWER7. Гледано са аспекта проданих количина, Итаниумова најозбиљнија конкуренција су били процесори из x86-64 линије, укључујући Интелову Ксеон линију и АМД-ову Оптерон линију. Од 2009, већина сервера је испоручена са x86-64 процесорима.
У 2005, Итаниум сервери су чинили око 15% ХПЦ тржишта, али је проценат опадао како се индустрија померала према x86-64 стандарду.
Рад Гартнера 2008. године је навео да је будућност Итаниума светла исто као било који други РИСЦ процесор типа Power или SPARC.

## Суперрачунари и рачунари високих перформанси
Рачунар на бази Итаниума први пут се појавио на листи Топ 500 у новембру 2001. Најбољу позицију икад постигнута је имао Итаниум 2 и био је други на листи. То је било јуна 2004, када је Тандер (ЛЛНЛ) ушао у листу на Рмакс вредношћу од 19,94 терафлопса. У новембру 2004, Колумбија је ушла на листу на друго место са 51,8 терафлопса и од тада до јуна 2007 је увек неки Итаниум био на Топ 10 листи. Највећи број Итаниум машина на листи је био новембра 2004, када је 84 система односно 16,8% било на листи.

## Процесори

### Објављени процесори
| Кодни назив           | Производни процес | Избачен    | Радни такт    | Кеш 2. нивоа           | Кеш 3. нивоа | Бас                        | Број блокова по уређају | Број језгара | Потрошња (Ват) | Коментари                                                             |
| Итаниум               | Итаниум           | Итаниум    | Итаниум       | Итаниум                | Итаниум      | Итаниум                    | Итаниум                 | Итаниум      | Итаниум        | Итаниум                                                               |
| --------------------- | ----------------- | ---------- | ------------- | ---------------------- | ------------ | -------------------------- | ----------------------- | ------------ | -------------- | --------------------------------------------------------------------- |
| Мерцед                | 180nm             | 2001-06    | 733 MHz       | 96 KB                  | none         | 266 MHz                    | 1                       | 1            | 116            | 2 MB ван блока Л3 кеш                                                 |
| Мерцед                | 180nm             | 2001-06    | 800 MHz       | 96 KB                  | none         | 266 MHz                    | 1                       | 1            | 130            | 4 MB ван блока Л3 кеш                                                 |
| Итаниум 2             |                   |            |               |                        |              |                            |                         |              |                |                                                                       |
| Макинли               | 180nm             | 2002-07-08 | 900 MHz       | 256 KB                 | 1.5 MB       | 400 MHz                    | 1                       | 1            | 130            | HW branchlong                                                         |
| Макинли               | 180nm             | 2002-07-08 | 1 GHz         | 256 KB                 | 3 MB         | 400 MHz                    | 1                       | 1            | 130            | HW branchlong                                                         |
| Медисон               | 130nm             | 2003-06-30 | 1.3 GHz       | 256 KB                 | 3 MB         | 400 MHz                    | 1                       | 1            | 130            |                                                                       |
| Медисон               | 130nm             | 2003-06-30 | 1.4 GHz       | 256 KB                 | 4 MB         | 400 MHz                    | 1                       | 1            | 130            |                                                                       |
| Медисон               | 130nm             | 2003-06-30 | 1.5 GHz       | 256 KB                 | 6 MB         | 400 MHz                    | 1                       | 1            | 130            |                                                                       |
| Медисон               | 130nm             | 2003-09-08 | 1.4 GHz       | 256 KB                 | 1.5 MB       | 400 MHz                    | 1                       | 1            | 130            |                                                                       |
| Медисон               | 130nm             | 2004-04    | 1.4 GHz       | 256 KB                 | 3 MB         | 400 MHz                    | 1                       | 1            | 130            |                                                                       |
| Медисон               | 130nm             | 2004-04    | 1.6 GHz       | 256 KB                 | 3 MB         | 400 MHz                    | 1                       | 1            | 130            |                                                                       |
| Дирфилд               | 130nm             | 2003-09-08 | 1.0 GHz       | 256 KB                 | 1.5 MB       | 400 MHz                    | 1                       | 1            | 62             | Низак напон                                                           |
| Хондо                 | 130nm             | 2004-Q1    | 1.1 GHz       | 256 KB                 | 4 MB         | 400 MHz                    | 2                       | 1            | 260            | 32 MB L4                                                              |
| Фенвуд                | 130nm             | 2004-11-08 | 1.6 GHz       | 256 KB                 | 3 MB         | 533 MHz                    | 1                       | 1            | 130            |                                                                       |
| Фенвуд                | 130nm             | 2004-11-08 | 1.3 GHz       | 256 KB                 | 3 MB         | 400 MHz                    | 1                       | 1            | 62?            | Низак напон                                                           |
| Медисон               | 130nm             | 2004-11-08 | 1.6 GHz       | 256 KB                 | 9 MB         | 400 MHz                    | 1                       | 1            | 130            |                                                                       |
| Медисон               | 130nm             | 2005-07-05 | 1.67 GHz      | 256 KB                 | 6 MB         | 667 MHz                    | 1                       | 1            | 130            |                                                                       |
| Медисон               | 130nm             | 2005-07-18 | 1.67 GHz      | 256 KB                 | 9 MB         | 667 MHz                    | 1                       | 1            | 130            |                                                                       |
| Итаниум 2 серије 9000 |                   |            |               |                        |              |                            |                         |              |                |                                                                       |
| Монтесито             | 90nm              | 2006-07-18 | 1.4 GHz       | 256 KB (D)+ 1 MB (I)   | 6–24 MB      | 400 MHz                    | 1                       | 2            | 104            | Виртуелисање, Више нити, без HW IA-32                                 |
| Монтесито             | 90nm              | 2006-07-18 | 1.6 GHz       | 256 KB (D)+ 1 MB (I)   | 6–24 MB      | 533 MHz                    | 1                       | 2            | 104            | Виртуелисање, Више нити, без HW IA-32                                 |
| Итаниум 2 серије 9100 |                   |            |               |                        |              |                            |                         |              |                |                                                                       |
| Монтвале              | 90nm              | 2007-10-31 | 1.42–1.66 GHz | 256 KB (D)+ 1 MB (I)   | 8–24 MB      | 400–667 MHz                | 1                       | 1–2          | 75–104         | Закључавање на нивоу језгра, укључивање на захтев                     |
| Итаниум серије 9300   |                   |            |               |                        |              |                            |                         |              |                |                                                                       |
| Туквила               | 65nm              | 2010-02-08 | 1.33-1.73 GHz | 256 KB (D)+ 512 KB (I) | 10–24 MB     | QPI са брзином од 4.8 GT/s | 1                       | 2–4          | 130–185        | Нова међуповезаност, Интел КПИ који мења ФСБ.                         |
| Итаниум серије 9500   |                   |            |               |                        |              |                            |                         |              |                |                                                                       |
| Пулсон                | 32nm              | 2012-11-08 | 1.73-2.53 GHz | 256 KB (D)+ 512 KB (I) | 20-32 MB     | QPI са брзином од 6.4 GT/s | 1                       | 4-8          | 130–170        | , технологија понављања инструкција, дводоменско вишенитно обрађивање |

### Будући процесори
Током судског поступка између Оракла и ХП-а, судски документи су открили да је ХП платио Интелу око 440 милиона долара да настави производњу и унапређење Итаниум процесора између 2009. и 2014. У 2010, ове компаније су потписале уговор вредан 250 милиона долара, због којег је Интел био дужан да производи Итаниум процеосре до 2017. По условима споразума, ХП је морао да плати чипове које је добијао од Интела, док Интел треба да избаци Туквилу, Пулсон, Китсон и Китсон+ чипове у покушају да подстакну постепено побољшање перформанси.

#### Китсон
Китсон ће изаћи након Пулсона у 2014. Китсон, као и Пулсон, ће бити прављен у 32-нанометарском процесу. Мало детаља се зна осим кодног имена, и компатибилности са претходним верзијама Итаниума. Итаниум ће се после здруживања сокета са x86 Ксеоном оцењивати за будуће могућности имплементације.

## Временска линија
- 1989:
  - ХП почиње истразивање на ЕПИЦ-у.[17]
- 1994:
  - ХП и Интел најављују партнерство.[79]
- 1995:
  - Септембар: ХП, Новел и СЦО најављују планове за ЈУНИКС оперативни систем да оствари 64-битно рачунање на ХП-Интел архитектури.[80]
- 1996:
  - Октобар: Компак најављује да ће користити ИА-64.[81]
- 1997:
  - Јун: ИДЦ предвиђа да ће продаја ИА-64 система достићи 38 милијарди долара по години од 2001.[15]
  - Октобар: Дел најављује да ће користити ИА-64.[82]
  - Децембар: Интел и Сан најављују заједнички рад на портовању Соларис-а на ИА-64.[19][20][21]
- 1998:
  - Март: СЦО признаје да је ХП-СЦО Јуникс савез готов.
  - Јун: ИДЦ предвиђа да ће продаја ИА-64 система достићи 30 милијарди по години од 2001.[15]
  - Јун: Интел најављује да ће Мерцед бити одложен, од друге половине 1999 до прве половине 2000.[83]
  - Септембар: IBM најављује да ће правити машине засноване на Мерцед-у.[84]
  - Октобар: Пројекат Монтереј је створен да направи заједничку Јуникс за ИА-64.
- 1999:
  - Фебруар: Пројект Трилијан је формиран да се портује Линукс на ИА-64.
  - Август: ИДЦ предвиђа да ће продаја ИА-64 система достићи 25 милијарди долара годишње до 2002.[15]
  - Октобар: Интел најављује име Итаниум.
  - Октобар: назив Итаник је по први пут коришћено.[26]
- 2000:
  - Фебруар: Пројекат Трилијан испоручује изворни код.
  - Јун: ИДЦ предвиђа да ће Итаниумски системи достићи 25 милијарди долара до 2003.[15]
  - Јул: Сан и Интел бацају планове о Соларису на Итаниуму у воду.[85]
  - Август: АМД избацује спецификацију за x86-64, скуп 64-битних екстензија за Интелову x86 архитектуру која је намењена да се бори са IA-64. На крају се рекламирало као "AMD64".
- 2001:
  - Јун: ИДЦ предвиђа да ће Итаниум системи достићи 15 милијарди долара годишње.[15]
  - Јун: Пројекат Монтереј је угашен.
  - Октобар: ИДЦ предвиђа да ће Итаниум системи достићи 12 милијарди долара годишње до краја 2004.[15]
  - Новембар: IBM-ов ТитанНау кластер је на листи ТОП 500 на позицији 34.[30]
  - Новембар: Компак одлаже Итаниум због проблема са процесором.[86]
  - Децембар: Џелато је направљен.
- 2002:
  - Март: ИДЦ предвиђа да ће Итаниум системи достићи 5 милијарди долара годишње до краја 2004.[15]
  - Јун: Итаниум 2 је избачен.
- 2003:
  - Април: ИДЦ предвиђа да ће Итаниум системи достићи 9 милијарди долара годишње до краја 2007.[15]
  - Април: АМД избацује Оптерон, прво процесор са x86-64 екстензијама.
  - Јун: Интел избацује Медисон Итаниум 2.
- 2004:
  - Фебруар: Интел најављује да је радио на сопственој имплементацији x86-64 (коју ће рекламирати као Интел64).
  - Јун: Интел избацује први процесор са x86-64 екстензијама, Ксеон са именом Нокона.
  - Јун: Тандер, систем на ЛЛНЛ са 4096 Итаниум 2 процесорима, је био на листи топ500 на позицији 2.[87]
  - Новембар: Колумбија, са 10160 Итаниум 2 процесорима у Наси је на листи топ500 на позицији 2.[88]
  - Децембар: Итаниум достиже продају од 1,4 милијарде долара.
- 2005:
  - Јануар: ХП порује ОПЕНВМС на Итаниум.[89]
  - Фебруар: IBM више не подржава Итаниум.[55][90]
  - Јун: Итаниум 2 поставља рекорд у SPECfp2000 са 2801 поена у Хитачи систему.[91]
  - Септембар: ИСА је створена.
  - Септембар: Дел излази из посла са Итаниумом.[92]
  - Октобар: Продаја достиже 619 милиона по четвртини у трећој четвртини.
  - Октобар: Интел најављује једногодишња закашњења на Монтеситу, Монтвалу и Таквили.[33]
- 2006:
  - Јануар: ИСА најављује инвестиције од 10 милијарди долара у Итаниум до 2010.
  - Фебруар: ИДЦ предвиђа да ће Итаниум системи достићи 6,6 милијарди долара годишње до краја 2009.[16]
  - Октобар: Интел избацује Монтавале Итаниум 2 серије 9100.
  - Новембар: Интел мења име на Итаниум уместо Итаниум 2.
- 2009:
  - Децембар: Ред Хет најављује да гаси подршку за Итаниум у следећем издању свог ОС-а за предузећа.[93]
- 2010:
  - Фебруар: Интел најављује "Туквила" Итаниум серије 9300.[39]
  - Април: Мајкрософт најављује престанак подршке за Итаниум.[94]
  - Октобар: Интел најављује нова издања Интел C++ компајлера и Интел Фортран компајлер за x86/x64, док је подршка Итаниуму је доступна само у старијим верзијама.[95]
- 2011:
  - Март: Оракл најављује да ће зауставити развој апликативног софтвера, мидлвера, и Оракл Линукса за Итаниум.[59]
  - Март: Интел и ХП понављају своју подршку Итаниум.[96][97]
  - Април: Хуавеи и Инспур најављују да ће развити Итаниум сервере.[98]
- 2012:
  - Фебруар: Судкса документа су пуштена из случаја ХП и Оракл који је обелоданио да је ХП плаћао Интелу 690 милиона долара да држи Итаниум у животу.[99]
  - Септембар: Суд пресуђује да Оракл врати подршку Оракл софтверу на Итаниуму.[100]
- 2013:
  - Јануар: Интел отказује Китсон као 22нанометарско смањење Пулсона, и враћа га на 32-нанометарски процес.[101]
  - Новембар: ХП најављује да ће њихови НОНСТОП сервери бити испоручивани са Интел64 (x86-64) чиповима.[102]